# Gulf GR7

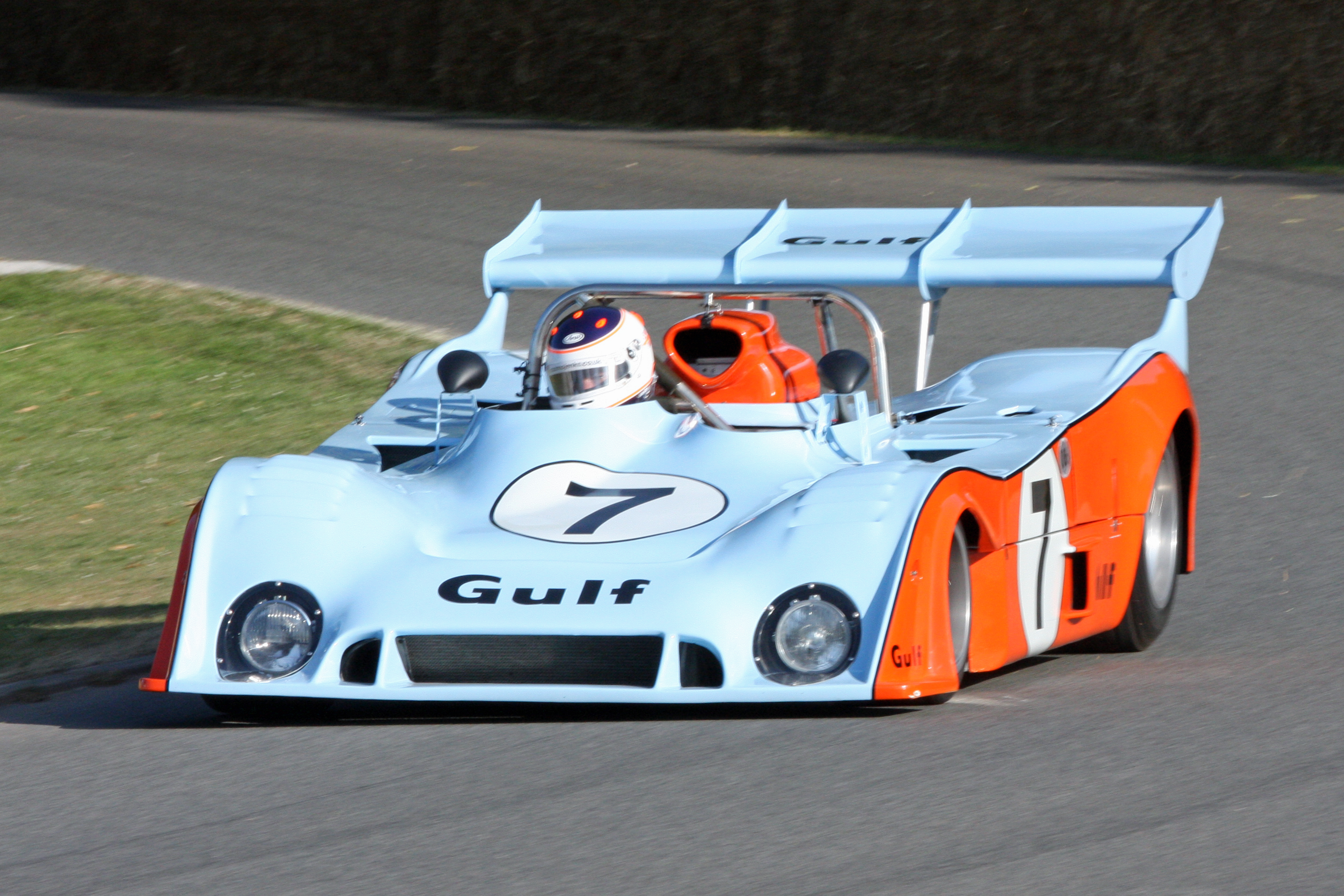
Gulf GR7

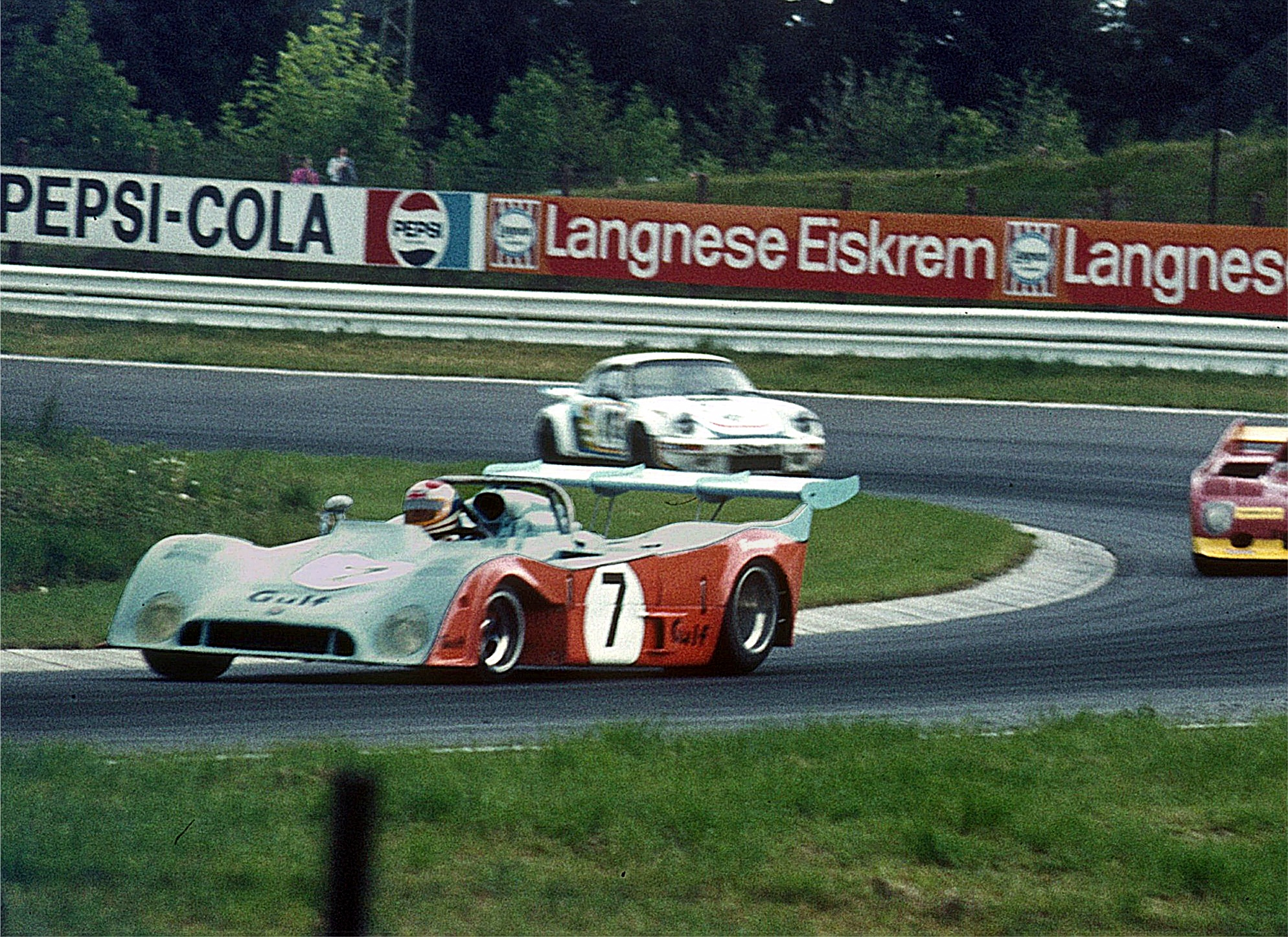
Gulf GR7 beim 1000-km-Rennen auf dem Nürburgring 1974

Der Gulf GR7 war ein Sportwagen-Prototyp, der 1974 in der Sportwagen-Weltmeisterschaft eingesetzt wurde. Er war das Nachfolgemodell des Mirage M6.
Bei der Typenbezeichnung musste sich die Teamführung der Gulf Research Racing Company Ltd. den Wünschen des Sponsors Gulf Oil beugen und den Wagen Gulf benennen. Die bisherigen Rennfahrzeuge dieses Teams trugen die Namen Mirage. In den Start- und Ergebnislisten wurde der Wagen aber auch als Gulf-Mirage GR7 oder als Mirage GR7 bezeichnet.

## Technik
Äußerlich war der GR7 vom M6 kaum zu unterscheiden. Es kam jedoch ein neuer Werkstoff zum Einsatz: Aluminium wurde durch Titan ersetzt. Dieser Wechsel führte zu einer beträchtlichen Verringerung des Gewichts. Leer wog der GR7 nur wenig mehr als 700 kg. Der Nachteil des Titans war, dass viele Teile bereits nach kurzer Zeit ausgetauscht werden mussten, weil sie den Belastungen des Rennbetriebs nicht standhielten. Triebwerk war der 8-Zylinder-DFV-Motor von Cosworth.
Die ersten Tests wurden im Februar 1974 in Le Castellet gefahren. Die Fahrer Vern Schuppan, Derek Bell und Mike Hailwood beklagten die schlechte Straßenlage des GR7. Es war schwierig, die nicht allzu hohe Leistung des 3-Liter-V8-Motors (etwa 445–450 PS bei etwa 10.500/min) mit dem leichten Auto in Vortrieb umzusetzen – ein Problem, das sich während der gesamten Saison nicht beseitigen ließ.

## Renngeschichte
Beim 1000-km-Rennen von Spa kamen Bell und Hailwood hinter Jacky Ickx und Jean-Pierre Jarier im Matra MS670C als Zweite ins Ziel. Beim 1000-km-Rennen auf dem Nürburgring 1974 (in diesem Jahr auf 750 km verkürzt) war der spätere Formel-1-Weltmeister James Hunt als Gastfahrer am Start. Gemeinsam mit Schuppan und Bell wurde er mit einer Runde Rückstand Vierter. Der im Training schnellere zweite Gulf von Bell und Hailwood war in Runde 13 durch Unfall ausgeschieden.
Das große Ziel des Teams war das 24-Stunden-Rennen von Le Mans. Zu den drei Stammfahrern kam der Schwede Reine Wisell ins Team. Trotz des Titans stellte sich heraus, dass die Matras mit einem Leergewicht von 678 kg noch um einiges leichter waren als die GR7. Der Schuppan/Wisell-GR7 fiel schon nach 49 Runden nach einem Defekt an der Antriebswelle aus. Der Bell/Hailwood-GR7 erreichte trotz einiger unplanmäßiger Boxenstopps als Vierter der Gesamtwertung das Ziel. Es war die bis dahin beste Platzierung eines Rennwagens mit Cosworth-Motor beim 24-Stunden-Rennen.
Trotz einiger guter Rennen und des Engagements von Spitzenfahrern als Gastpiloten – so fuhr Jacky Ickx beim 1000-km-Rennen in Paul Ricard – blieb der zweite Rang in Spa das beste Saisonergebnis. In der Sportwagen-Weltmeisterschaft erreichte das Team den zweiten Gesamtrang hinter dem Werksteam von Matra.
Für die Saison 1975 baute das Team ein neues Auto, den GR8. Die GR7 wurden verkauft. Zwei erwarb der deutsche Unternehmer und Rennstallbesitzer Georg Loos für sein Gelo-Racing-Team. Loos bezahlte für die beiden Wagen 44.000 Pfund und setzte sie in den späten 1970er-Jahren bei nationalen Rennen in Deutschland und in der Interserie ein. Einen dritten Wagen kaufte schon im Sommer 1974 der US-Amerikaner Harvey Cluxton, der einen eigenen Rennstall aufbaute.
Loos brachte seine beiden GR7 1975 zum Nürburgring, um sie beim 1000-km-Rennen einzusetzen. Der GR7 mit der Chassisnummer 702, mit John Watson und Tom Pryce am Steuer, fiel früh durch einen Unfall aus. Howden Ganley und Tim Schenken im GR7 mit der Chassisnummer 704 erreichten am Ende des Rennens durch geschickte Boxenstrategie den zweiten Rang in der Gesamtwertung, eine starke Leistung für ein Privatteam.

## Technische Daten
| Gulf GR 7 (1974)      |                                                            |
| Motor                 | Achtzylinder-V-Motor, Zylinderbankwinkel 90° (Mittelmotor) |
| Hubraum               | 2993 cm³                                                   |
| Leistung              | 445 PS (332 kW) bei 10.500/min                             |
| Maximales Drehmoment  | 339 Nm bei 8500/min                                        |
| Ventilsteuerung       | 2 obenliegende Nockenwellen, 4 Ventile pro Zylinder        |
| Getriebe              | 5-Gang-Getriebe (ZF oder Hewland DG300)                    |
| Radstand              | 2426 mm                                                    |
| Spurweite vorn/hinten | 1448/1401 mm                                               |
| Maße L × B × H        | ca. 3500 mm × 1885 mm × 744 mm                             |
| Gewicht               | ca. 700–740 kg                                             |